# Lonchotura ocylus
Lonchotura ocylus är en fjärilsart som beskrevs av Jean Baptiste Boisduval 1870. Lonchotura ocylus ingår i släktet Lonchotura och familjen Sematuridae. Inga underarter finns listade i Catalogue of Life.